# Stephen Volk
Stephen Volk (n. 3 de julio de 1954) es un guionista del Reino Unido, cuyo primer trabajo fue la película de Ken Russell Gothic en 1986.
Su trabajo más famoso fue Ghostwatch, un falso documental mostrado en BBC One en Halloween de 1992. En su trabajo a menudo involucra lo sobrenatural y lo paranormal, como con la serie de ITV1 Afterlife (2005–06).